# Прайс, Ричард (сценарист)
Ричард Прайс (англ. Richard Price; род. 12 октября 1949) — американский романист и сценарист, известный по книгам «Странники» (1974), «Толкачи» (1992) и «Пышная жизнь» (2008). Романы Прайса исследуют городскую Америку конца XX века в шероховатой, реалистичной форме, которая принесла ему немалое литературное признание. Действия нескольких из его романов происходят в вымышленном городе на севере Нью-Джерси под названием Демпси. Помимо написания романов, он пишет сценарии для кинофильмов и телесериалов, среди которых «Прослушка», «Однажды ночью» и «Двойка».

## Биография

### Ранняя жизнь и образование
Прайс родился в Бронксе, Нью-Йорке, в семье Харриет (Розенбаум) и Милтона Прайс, оформителя витрин. Называющий себя «мещанским еврейским ребёнком», он вырос в социальном доме на северо-востоке Бронкса. Он окончил среднюю школу наук Бронкса в 1967 году и получил степень бакалавра в Корнеллском университете и степень магистра в Колумбийском университете. Он также сделал дипломную работу в Стэнфордском университете.

### Работа
Первым романом Прайса был «Странники» (1974), написанный, когда Прайсу было 24 года. Действие романа разворачивается в Бронксе в 1962 году и повествует о становлении совершеннолетним. Роман был адаптирован в фильм в 1979 году, сценарий к которому написали Роуз Кауфман и Филип Кауфман, последний также стал режиссёром фильма.
Роман «Толкачи» был номинирован на премию Национального круга книжных критиков. Его похвалили за юмор, саспенс, диалоги и развитие персонажей. В 1995 году он послужил основой для фильма режиссёра Спайка Ли; Прайс и Ли стали сценаристами фильма.
В своей рецензии на роман Прайса «Пышная жизнь» (2008), Уолтер Кёрн сравнил Прайса с Рэймондом Чандлером и Солом Беллоу. В июле 2010 года было проведено арт-шоу, вдохновлённое «Пышной жизнью», в девяти галереях в Нью-Йорке.
Прайс написал детективный роман «Белые» под псевдонимом Гарри Брандт. Книга была выпущена 17 февраля 2015 года. Кинопродюсер Скотт Рудин займётся созданием киноверсии романа.
Прайс написал сценарии ко множеству фильмов, среди которых «Цвет денег» (1986) (за который он был номинирован на премию «Оскар»), «Уроки жизни» (новелла Мартина Скорсезе из «Нью-йоркских историй») (1989), «Море любви» (1989), «Бешеный пёс и Глория» (1993), «Выкуп» (1996) и «Шафт» (2000). Он написал сценарий к фильму «Номер 44», который был выпущен в апреле 2015 года. Прайс также внёс некоторые поправки в сценарий к фильму «Гангстер» (2007).
Прайс написал сценарий и концептуализировал 18-минутный фильм, сосредоточенный вокруг видео Майкла Джексона «Bad». Он также писал сценарии к сериалу HBO «Прослушка». Прайс выиграл премию Гильдии сценаристов США на церемонии в феврале 2008 года за свою работу над пятым сезоном «Прослушки».
Премьера его мини-сериала HBO «Однажды ночью», состоящего из восьми частей, состоялась в июле 2016 года.
Он часто исполняет камео-роли в фильмах, к которым он пишет сценарии.
Он опубликовал статьи в «The New York Times», «Esquire Magazine», «The New Yorker», «The Village Voice», «Rolling Stone» и во многих других. Он преподавал написание сценариев в Бингемтонском, Колумбийском, Йельском и Нью-Йоркском университетах. Он был одним из первых людей, у которых взяли интервью на шоу NPR «Fresh Air», когда оно начало вещание по всему миру в 1987 году.

## Награды
В 1999 году он получил премию Американской академии искусств и литературы в области литературы. Его приняли в Академию в 2009 году.

## Личная жизнь
Прайс живёт в Гарлеме, Нью-Йорке, вместе со своей женой, журналисткой и автором Лоррейн Адамс.

## Фильмография
- «Цвет денег» (1986)
- «Нью-йоркские истории» (1989)
- «Море любви» (1989)
- «Ночь и город» (1992)
- «Бешеный пёс и Глория» (1993)
- «Толкачи» (1995)
- «Поцелуй смерти» (1995)
- «Выкуп» (1996)
- «Шафт» (2000)
- «Прослушка» (2002)
- «Обратная сторона правды» (2006)
- «Номер 44» (2014)
- «Однажды ночью» (2016)
- «Двойка» (2017-19)
- «Чужак» (2020)

### Интервью
- PopEntertainment.com Архивная копия от 2 мая 2007 на Wayback Machine
- New York Times  Архивная копия от 2 июля 2018 на Wayback Machine

### Критические исследования и рецензии
- Оутс, Джойс Кэрол. Ты получишь своё: роман о гневе и мести в полиции Нью-Йорка // The New Yorker : журнал. — Condé Nast, 2015. — 16 февраля (т. 91, № 1). — С. 72—73. Рецензия о «Белых».